# 応用数学
応用数学（おうようすうがく、英語: applied mathematics）とは、数学的知識を他分野に適用することを主眼とした数学の分野の総称である。 数学のさまざまな分野のどれが応用数学であるかというはっきりした合意があるわけではなく、しばしば純粋数学と対置されるものとして、大まかには他の科学や技術への応用に歴史的に密接に関連してきた分野がこう呼ばれている。

## 概説
歴史的にみれば、応用数学はニュートン力学と密接に関連して始まった。 実際、19世紀中頃まで応用数学者と物理学者の間に明確な区別は存在していなかった。 このときの応用数学は何より応用解析、とくに微分方程式論、近似理論 (approximation theory)、確率論の応用から成り立っていた。 ここで近似理論とは、広く解釈して表現論、漸近展開、変分法、数値解析を含んだ領域である。
現在では、「応用数学」という用語はもっと広い意味で用いられ、上のような古典的領域とともに応用上重要な他の分野も含むものとなっている。 逆に、数論のような分野でさえ現在では暗号理論などで応用上重要なものとなっているが、それ自体が応用数学とは呼ばれない。 このため英語では、実世界の問題に応用可能であるが伝統的に応用数学と呼ばれる領域を越えたものを含む数学の分野を、従来の応用数学 (applied mathematics) と区別するために、しばしば applicable mathematics（応用可能な数学）と呼んでいる。
数学の応用分野は自然科学や工学において重要なものであったが、近年では、例えば経済学的考察からゲーム理論の誕生と発展がもたらされ、神経科学の研究からニューラル・ネットワークの理論が生まれたように、それらの外部から新たな数学の領域が生まれている。 またコンピュータの出現は、その理論的研究とその利用との双方において新しい応用分野を生み出してきている。 理論的研究分野である計算機科学 (computer science) においては、組合せ論、数理論理学、束論、圏論などの数学が応用される。 一方、コンピュータを利用して他の科学の領域の問題を研究する分野は計算科学 (computational science) と呼ばれ、数値解析などの数学分野が利用される。
統計的手続きの確率論にもとづいた正当化を行う数学の分野は数理統計学と呼ばれる。また社会科学や人文科学において、統計学が解析の手段として広く用いられているが、統計学そのものは応用数学に含まれるとみなされることも、社会科学や人文科学の各分野と組み合わさった独立領域とみなされることもある。

## 関連する分野
応用数学の研究対象は非常に幅が広く、様々な分野にまたがるため、関係のある分野のすべてを列挙すれば膨大になる。ここでは、応用数学との関わり合いが特に深い代表的な分野を挙げる。
- 数値解析
  - 精度保証付き数値計算[20][21][22][23][24]
  - 数値線形代数[25][26][27][28]
  - 常微分方程式の数値解法[29][30][31]
  - 偏微分方程式の数値解法[32][33][34]
- 計算機援用証明
- グラフ理論[35][36][37][38]
- アルゴリズム
- 組合せ論[39]
- 最適化問題[40]・オペレーションズ・リサーチ[41][42][43][44]
- 制御理論[45]
- 複雑系[46][47]・力学系[48][49][50][51]
- 情報理論[52][53][54][55]
- 暗号理論[8][9][10][11]
- 機械学習[56][57][58]
- 時系列解析[59][60][61][62]
- 統計学[18]
- 金融工学[63][64][65]・数理ファイナンス[66][67][68][69][70]
- 保険数学[71][72]
- ゲーム理論[15][16]

## 主な研究者
- 寺澤寛一
- 山内恭彦
- 犬井鉄郎
- 一松信
- 森正武
- 伊理正夫
- 甘利俊一
- 大石進一
- ホアン・トゥイ

## 日本
昔は日本の高等学校学習指導要領において、科目「応用数学」が存在した時期がある。高等専門学校では「応用数学」は2019年現在も存在する。

### 関連団体
- Society for Industrial and Applied Mathematics
  - EASIAM　SIAMの東アジア圏に於ける下部組織。
- 日本応用数理学会、省略名はJSIAMだがSIAMの日本支部ではなくて独立の日本の学会。
- 応用数学分科会、これは日本数学会の中の応用数学を扱う分科会。
- ANZIAM
- 応用数理国際会議

### 関連分野
- 数理科学
- 数理工学
- 純粋数学